# Dascyllus albisella
Espèce
Dascyllus albisella est une espèce de poissons de la famille des Pomacentridae.